# E. C. Was Here
Az E. C. Was Here a brit gitáros-énekes dalszerző Eric Clapton 1975 augusztusában megjelent koncertalbuma. A felvételek az 1974-es és 1975-ös év során lebonyolításra kerülő koncertkörút során a Long Beach Arena-ban a londoni Hammersmith Odeonban és a Rhode Island-i Providence Civic Centerben készültek. A felvétel 1995. október 25-én CD formátumban is megjelent.

## Az album dalai
| 1.    | Have You Ever Loved a Woman („A” oldal) | Billy Myles                                 | 7:52  |
| 2.    | Presence of the Lord („A” oldal)        | Eric Clapton                                | 6:40  |
| 3.    | Driftin' Blues („A” oldal)              | Johnny Moore, Charles Brown, Eddie Williams | 11:43 |
| 4.    | Can't Find My Way Home („B” oldal)      | Steve Winwood                               | 5:20  |
| 5.    | Ramblin' on My Mind („B” oldal)         | Robert Johnson                              | 7:20  |
| 6.    | Further on Up the Road („B” oldal)      | Joe Medwick, Don Robey                      | 7:36  |
| 46:40 |                                         |                                             |       |

## Közreműködők
Az alábbi közreműködők segítségével készült az album:
- Eric Clapton – gitár, ének
- Yvonne Elliman – háttérvokál
- George Terry – gitár
- Dick Sims – Hammond-orgona
- Carl Radle – basszusgitár
- Jamie Oldaker – dob
- Marcy Levy – csörgődob

### Hangmérnökök
- Wally Heider
- Ed Barton
- Brian Engolds

## Fordítás
Ez a szócikk részben vagy egészben  az   E. C. Was Here című angol Wikipédia-szócikk ezen változatának fordításán alapul.  Az eredeti cikk szerkesztőit annak laptörténete sorolja fel. Ez a jelzés csupán a megfogalmazás eredetét és a szerzői jogokat jelzi, nem szolgál a cikkben szereplő információk forrásmegjelöléseként.